# Glory (film, 1956)
Pour les articles homonymes, voir Glory.
Pour plus de détails, voir Fiche technique et Distribution.
Glory est un film américain réalisé par David Butler, sorti en 1956.

## Fiche technique
- Titre : Glory
- Réalisation : David Butler
- Scénario : Gene Markey et Peter Milne
- Photographie : Wilfred M. Cline
- Montage : Irene Morra
- Musique : Frank Perkins
- Couleur : Technicolor
- Pays d'origine : États-Unis
- Genre : drame
- Date de sortie : 1956

## Distribution
- Margaret O'Brien : Clarabel Tilbee
- Walter Brennan : Ned Otis
- Charlotte Greenwood : Miz Agnes Tilbee
- John Lupton : Chad Chadburn
- Byron Palmer : Hoppy Hollis
- Lisa Davis : Candy Trent
- Gus Schilling : Joe Page
- Hugh Sanders : Sobbing Sam Cooney
- Walter Baldwin : Doc Brock
- Harry Tyler : Beed Wickwire
- Leonid Kinskey : Vasily
- Paul E. Burns : Squeaky Bob
- Theron Jackson : Alexander